# San Pier Fedele
San Pier Fedele o San Pierfedele (Santu Petru in calabrese) è una frazione del comune di San Pietro di Caridà, nella città metropolitana di Reggio Calabria.
Il paese è situato a metà strada tra il capoluogo Caridà e Dinami e distante 500m da entrambi.

## Territorio
San Pier Fedele si sviluppa attorno a una collina nella valle del Marepotamo, principale affluente del Mesima. L'area è ricca d'acqua: nel tragitto tra Caridà e Dinami si incontrano ben quattro torrenti, uno dei quali - il Sambuco - lambisce il paese da ovest. Poco oltre si trova una sorgente, detta "il Pioppo", considerata la migliore di tutto il circondario.
Il paese è suddivisibile in quattro rioni: "la Pigna", sulla sommità del colle; "i Perci", la parte inferiore del borgo antico; "Chiesa", nei pressi della chiesa di S. Pietro; "Case Nuove", tutta la zona nuova a sud-ovest. Alle spalle della chiesa esisteva uno stradello, ora impraticabile, che collegava San Pier Fedele con Garopoli, situata 200m più in basso.
Al termine nord-occidentale del paese vi è la località pianeggiante detta "il Campo", coltivata interamente a uliveti. Essa degrada dolcemente per 1,5 km fino al punto in cui il torrente Ceramida confluisce nel Torno, che a sua volta confluisce nel Marepotamo 2 km più giù, nei pressi della località "Terzeria". A sud-est, invece, si incontra un'altura sulla cui sommità comincia l'altopiano di Monsoreto. In dialetto si dice "pe iusu" per indicare i terreni a valle del paese e "pe susu" per quelli a monte.
Insieme con Caridà e Dinami, San Pier Fedele è attraversato dalla strada provinciale 4, ex strada statale 536 di Acquaro.

## Storia
San Pier Fedele era chiamato in origine solo San Pietro. Corrisponde probabilmente all'antico "Petrejum", nome che indicava un luogo pietroso o forse la presenza di modeste cave di pietra nei dintorni. Un'antica tradizione vuole invece che il nome di San Pietro derivi da un omonimo compagno di Nicandro, santo abate basiliano originario di Caridà. Allo stesso modo i paesi di San Gregorio e San Demetrio avrebbero preso il nome da altrettanti compagni di San Nicandro.
Insieme a Garopoli, fu per secoli casale di Caridà, la cui storia fu un continuo legarsi a feudi sempre più grandi.
Nata probabilmente nell'XI secolo, fu dapprima parte della contea di Borrello. Nel 1315 la baronia di Caridà fu infeudata ai Sanseverino conti di Mileto, città cui rimase legata fino all'eversione della feudalità. Nel 1421 la contea di Mileto passò ai Concublet marchesi di Arena e poi di nuovo ai Sanseverino. Nel 1505 la ebbero i Mendoza duchi dell'Infantado e nel 1518 Carlo V elevò la contea a principato.  Il ducato d'Infantado passò per successione ai De Silva y Mendoza nel 1554 e agli Alvarez de Toledo nel 1729, cui rimase fino all'abolizione dei feudi nel 1806.
Il paese fu gravemente danneggiato dal devastante terremoto del 1783. I frati del convento di Caridà registrarono 39 morti su di una popolazione di 483 abitanti. Il numero tuttavia è probabilmente sottostimato di qualche decina. La legge francese del 19 gennaio 1807 riconobbe San Pietro come università e gli assegnò il vicino villaggio di Garopoli. Con il decreto del 4 maggio 1811, istitutivo di comuni e circondari, Caridà e San Pietro divennero comuni autonomi. Dopo tale riordino amministrativo attuato sotto il Regno di Napoli, San Pietro veniva quindi a far parte del circondario di Laureana di Borrello, nel distretto di Palmi in provincia di Calabria Ulteriore Prima, a pochi metri dal confine con la provincia di Calabria Ulteriore Seconda.
Nel 1860 San Pietro, la cui popolazione era in gran parte liberale, parteggiò per la causa dell'Unità, mentre gli abitanti di Caridà si mantennero ligi ai Borbone. Il 21 ottobre, mentre in altri paesi del circondario si teneva il plebiscito, a Caridà i reazionari girarono per le strade con una bandiera borbonica al grido di "viva Francesco II!" e assalirono la casa dell'economo don Antonino Martino, liberale convinto. La sera, mentre la popolazione di San Pietro era in chiesa per la festa di San Placido, la gente di Caridà si avviò con bandiera e tamburi per fare una dimostrazione lealista. Appena seppero delle loro intenzioni, i sanpietresi lasciarono la chiesa e armati di fucile, a metà strada tra i due comuni, obbligarono i caridaresi a retrocedere tra forti sparatorie senza conseguenze. Perché il gesto non fosse ripetuto, furono poste delle sentinelle all'ingresso del paese. La mattina successiva la popolazione tutta, divisa in tre colonne che dovevano entrare da tre punti diversi, marciò verso Caridà per innalzarvi il tricolore. La colonna principale doveva passare dall'attuale strada provinciale. All'altezza del primo fabbricato di Caridà, la chiesa del Carmine, dalle finestre di questa partirono le prime schioppettate che sfiorarono tre persone pur senza ferirle. Arrivati al Pianistrello, la piazza centrale di Caridà (oggi piazza Vittoria), il farmacista Giuseppe Riolo, capitano della Guardia Nazionale, mentre ammainava la bandiera borbonica fu colpito al braccio destro da una fucilata partita da una casa. Immediatamente quelli di San Pier Fedele presero a sparare contro tutti i buchi delle case vicine, uccidendo due persone. Altri due caridaresi furono uccisi nel corso della giornata. Così la popolazione di San Pietro riuscì ad averla vinta contro quella di Caridà, quasi tre volte più numerosa. Unico ferito fu il farmacista Riolo, al quale si dovette amputare il braccio.
Come premio per la fedeltà ai Savoia, con regio decreto del 26 marzo 1863 il paese cambiò nome in San Pier Fedele.
Nel 1884 fu realizzata la strada provinciale, che fu di grande giovamento al paese. Nel 1905 il paese fu distrutto in un altro terribile terremoto. Si decise di ricostruire il paese in località "altipiani di Chiusi", a monte del vecchio borgo, dove erano state sistemate le baracche degli sfollati. Tuttavia il rigido clima di mezza montagna e l'attaccamento degli abitanti alla terra natia fecero sì che l'idea andasse a monte, e il paese fu ricostruito esattamente dov'era prima. L'autonomia di San Pier Fedele cessò con il regio decreto n. 749 del 22 marzo 1928, con cui venne accorpato a Caridà costituendo il comune di San Pietro di Caridà, tuttora esistente.

## Monumenti e luoghi d'interesse

### Architetture religiose
Chiesa di San Pietro Apostolo

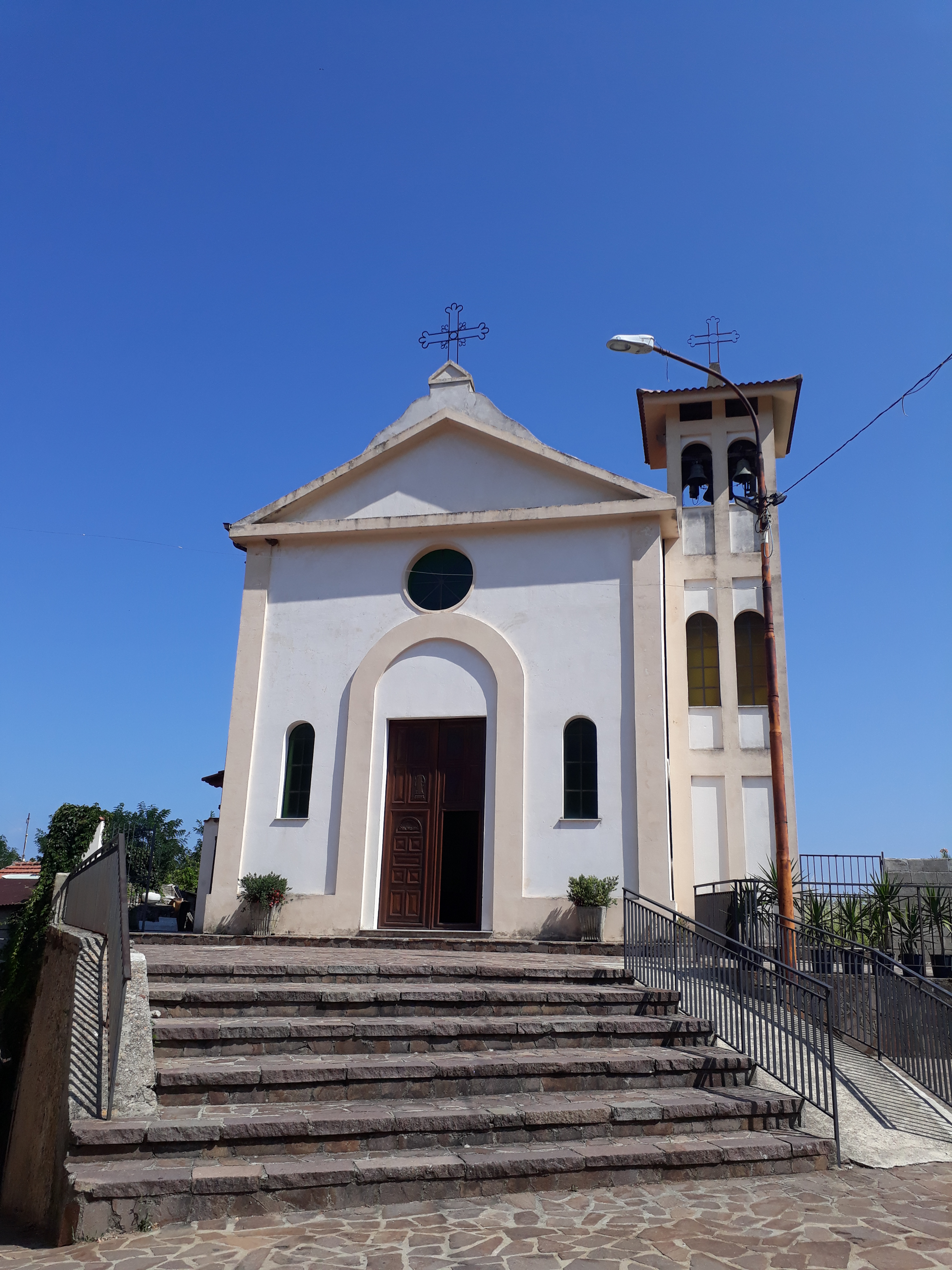
Facciata della chiesa di San Pietro Apostolo

Antichissima ma ripetutamente distrutta e ricostruita, è sempre stata la chiesa principale del paese. Nel 1777 aveva tre cappelle laterali – Santissimo Sacramento, Purgatorio e San Placido, i cui procuratori erano rispettivamente Francesco Moricca, Tommaso Moricca e Francesco Monaco.
A differenza delle altre chiese del paese, la chiesa di San Pietro fu risparmiata dal terremoto del 1783. Il terremoto del 1905, tuttavia, la distrusse completamente. Al suo posto fu costruita negli anni successivi una penosa baracca di tavole e lamiere. Nonostante le continue richieste di fondi alle autorità civili ed ecclesiastiche, si dovette aspettare che l'alluvione del 1953 danneggiasse pesantemente la già precaria struttura per vedere l'inizio dei lavori di ricostruzione.
La chiesa attuale, progettata secondo norme antisismiche dall'ing. Catanea, fu ultimata nel 1959. Essa si affaccia su un sagrato sopraelevato, cui si accede da una scalinata. La facciata è costituita da un prospetto timpanato molto semplice. Il portale, inscritto in una cornice liscia a tutto sesto, è fiancheggiato da due finestre oblunghe e sovrastato da una circolare. Sul lato destro, appena arretrata, si erge la torre campanaria realizzata recentemente. In pianta si sviluppa longitudinalmente, a navata unica e abside rettangolare. Priva di ogni elemento decorativo, internamente sono identificabili le travi e i pilastri che compongono la struttura portante, che scandiscono la chiesa a mo' di campate. Sulla sinistra si trova una porta laterale, la nicchia con la statua del patrono San Placido, l'altarino del Santissimo Crocifisso, lo sportello del confessionale, la porta della sacrestia e la nicchia con la statua lignea di San Pietro Apostolo, opera dello scultore settecentesco Domenico De Lorenzo. Sulla destra, la porta del campanile, un piccolo fonte battesimale e tre nicchie contenenti le statue di Sant'Antonio di Padova, di San Giuseppe e dell'Immacolata. L'altare è piccolo e semplice, mentre il Santissimo Sacramento si conserva in posizione centrale e sopraelevata, cui si accede tramite delle scalette alle spalle della presidenza.
La chiesa fu parrocchia fino agli anni '80, quando fu accorpata all'arcipretura di Santa Maria Assunta di Caridà. È regolarmente officiata ed è ad oggi il principale punto di riferimento dei paesani.
Chiesa di Santa Caterina
Fu costruita nel 1548, era direttamente soggetta alla Basilica Lateranense ma il vescovo di Mileto poteva visitarla iure ordinario. Oggi è scomparsa.
Chiesa di Santa Maria della Misericordia, poi San Giovanni Battista, poi Immacolata Concezione
Anch'essa dipendente dalla Basilica Lateranense, fu costruita il 21 marzo 1534 insieme all'attiguo convento di domenicani. A un certo punto cambiò nome in San Giovanni Battista. Il convento fu soppresso nel 1652 con la bolla Instaurandae regolaris disciplinae di Innocenzo X non avendo il numero minimo di religiosi. La chiesa fu poi dedicata all'Immacolata Concezione. Nel 1777 ne era procuratore Bruno Mondillo. L'edificio fu distrutto dal terremoto del 1783. I resti delle fondamenta sussistono ancora nella contrada denominata appunto "Immacolata", nei pressi del torrente Sambuco.
Chiesa della Santissima Addolorata
Nei pressi del cimitero del paese si trovava una chiesuola dedicata a Maria Santissima dei Sette Dolori o Addolorata. Nel 1777 era amministrata dal procuratore Domenico Riolo. Danneggiata dal terremoto del 1783, nel corso del XIX secolo andò in disuso. Un monaco eremita vi trovò dimora, ma si racconta che vi morì in un incendio che distrusse la chiesa. A testimonianza dell'edificio rimangono pochi ruderi e la toponomastica della contrada – ancora chiamata "Addolorata" o "Rimiteru" (Romitorio).
Calvario
Come ogni paese della Calabria, anche San Pier Fedele ha il suo calvario – ossia un'edicola votiva a ricordo della passione di Cristo sul Golgota situato in genere fuori del paese stesso. Si trova all'incrocio tra la provinciale e via Filippo Turati, nelle immediate vicinanze della sorgente del Pioppo.

## Amministrazione
Sindaci e amministratori del comune di San Pietro, poi San Pier Fedele:
| Periodo | Periodo | Primo cittadino             | Partito | Carica             | Note |
| ------- | ------- | --------------------------- | ------- | ------------------ | ---- |
| 1809    | 1810    | Domenico Moricca            |         | sindaco            |      |
| 1810    | 1811    | Michele De Lorenzo          |         | sindaco            |      |
| 1811    | 1815    | Antonino Riolo              |         | sindaco            |      |
| 1815    | 1817    | Michele Moricca             |         | sindaco            |      |
| 1817    | 1820    | Saverio Riolo               |         | sindaco            |      |
| 1820    | 1822    | Giuseppe Riolo              |         | sindaco            |      |
| 1822    | 1826    | Gregorio Moricca            |         | sindaco            |      |
| 1826    | 1828    | Fortunato Lucà              |         | sindaco            |      |
| 1828    | 1830    | Antonino Riolo              |         | sindaco            |      |
| 1830    | 1832    | Gesuele De Lorenzo          |         | sindaco            |      |
| 1830    | 1832    | Francesco Antonio Conforto  |         | sindaco            |      |
| 1832    | 1835    | Antonino Riolo              |         | sindaco            |      |
| 1835    | 1838    | Fortunato Lucà              |         | sindaco            |      |
| 1838    | 1841    | Raffaele Spasari            |         | sindaco            |      |
| 1841    | 1847    | Fortunato Lucà              |         | sindaco            |      |
| 1847    | 1849    | Nicola Bufalo               |         | sindaco            |      |
| 1849    | 1850    | Pasquale Deodato            |         | sindaco            |      |
| 1850    | 1859    | Fortunato Moricca           |         | sindaco            |      |
| 1859    | 1869    | Antonino Riolo              |         | sindaco            |      |
| 1869    | 1870    | Antonio De Lorenzo          |         | sindaco            |      |
| 1870    | 1874    | Giuseppe Sigillò            |         | sindaco            |      |
| 1874    | 1880    | Antonino Riolo              |         | sindaco            |      |
| 1880    | 1882    | Antonio De Lorenzo          |         | sindaco            |      |
| 1882    | 1885    | Antonino Riolo              |         | sindaco            |      |
| 1885    | 1888    | Antonio De Lorenzo          |         | sindaco            |      |
| 1888    | 1890    | Giacomo Moricca             |         | sindaco            |      |
| 1890    | 1895    | Antonino Riolo              |         | sindaco            |      |
| 1895    | 1897    | Antonio De Lorenzo          |         | sindaco            |      |
| 1897    | 1904    | Giacomo Moricca             |         | sindaco            |      |
| 1904    | 1907    | Michele Riolo               |         | assessore delegato |      |
| 1907    | 1909    | Giuseppe Moricca            |         | assessore delegato |      |
| 1909    | 1917    | Michele Riolo               |         | sindaco            |      |
| 1917    | 1918    | Giuseppe Moricca            |         | assessore anziano  |      |
| 1918    | 1920    | Michele Riolo               |         | sindaco            |      |
| 1920    | 1921    | Francesco Antonio Bufalo    |         | assessore anziano  |      |
| 1921    | 1923    | Filippo Furci               |         | assessore anziano  |      |
| 1923    | 1924    | Giovanni Bufalo             |         | assessore anziano  |      |
| 1924    | 1926    | Giovanni Battista Dominelli |         | sindaco            |      |
| 1926    | 1928    | Pasquale Pugliesi           |         | podestà            |      |

## Galleria d'immagini

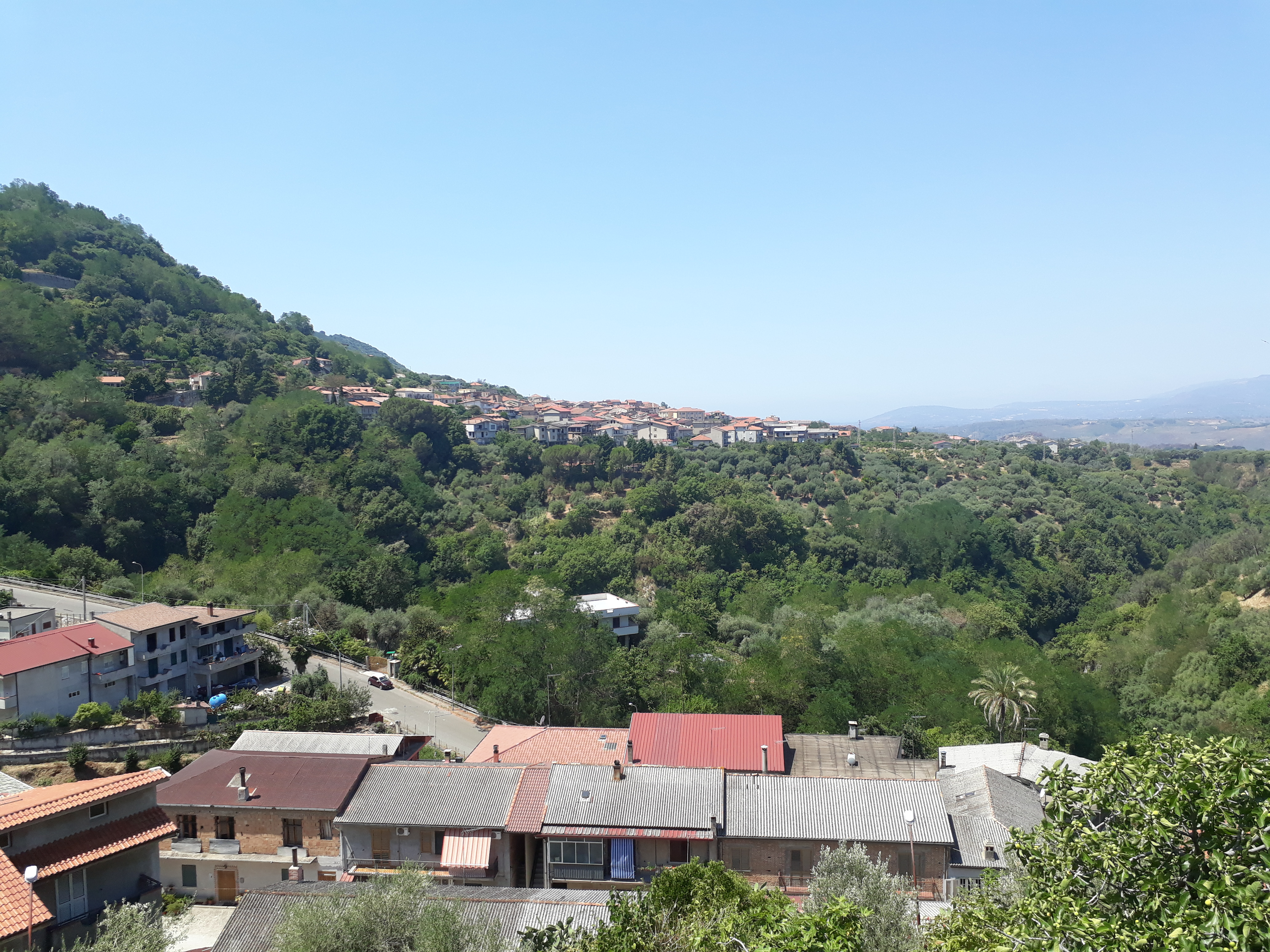
Panorama dalla parte alta di San Pier Fedele ("la Pigna")
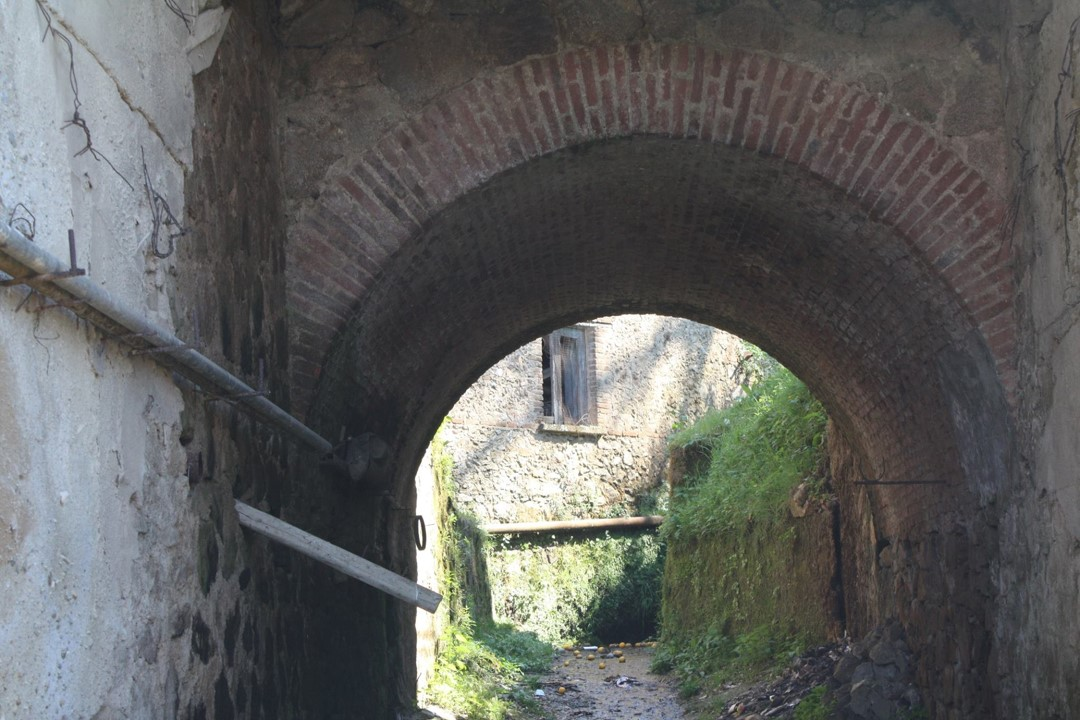
Il torrente Sambuco e il ponte della provinciale
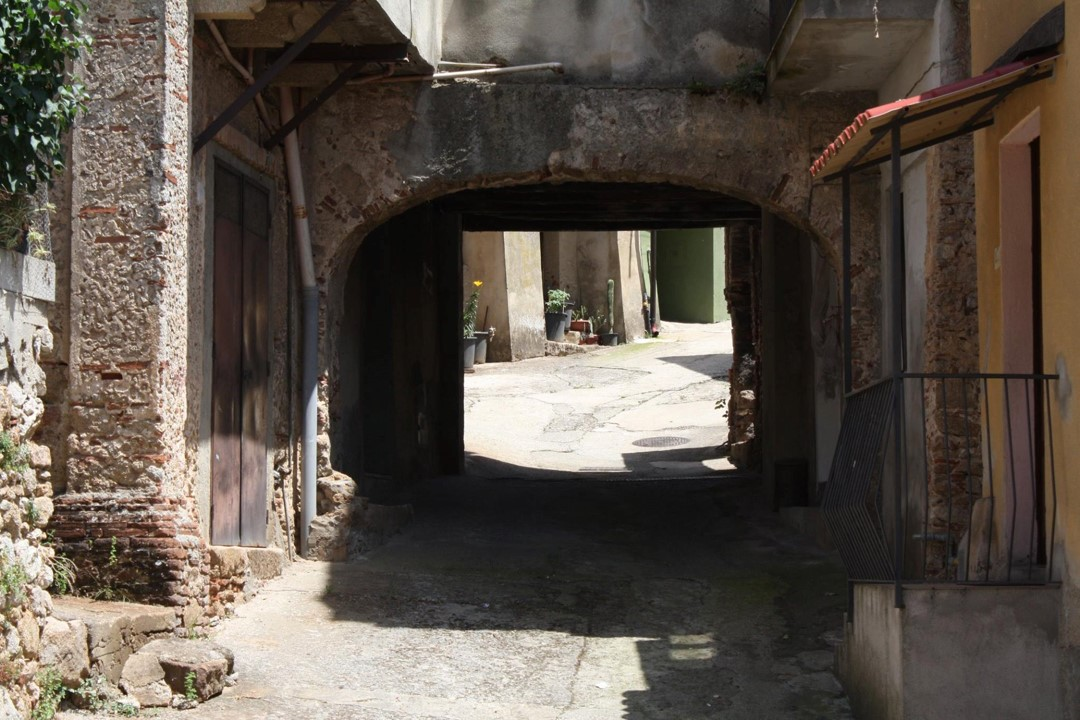
Il "Passetto" nella parte bassa del paese ("i Perci")
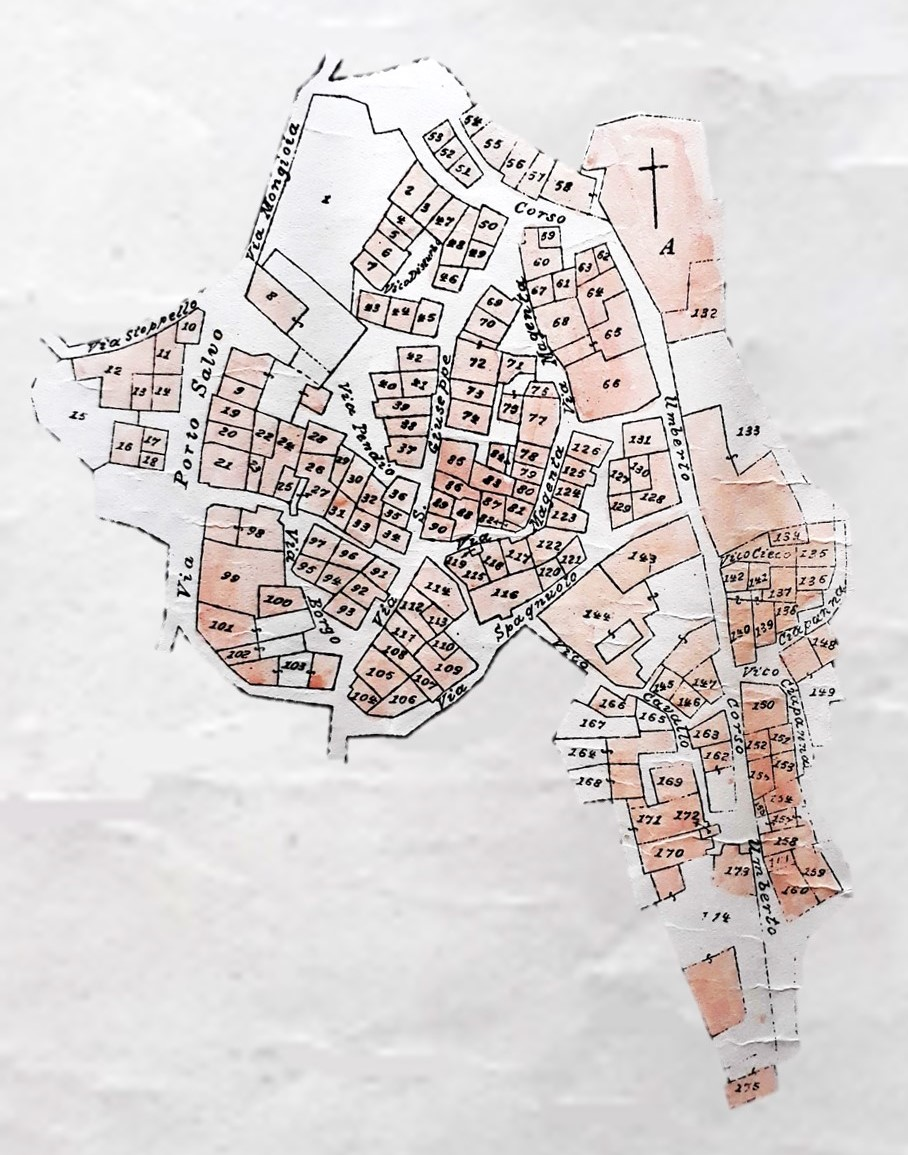
Vecchia carta catastale del paese. Manca il rione nuovo a sud-ovest
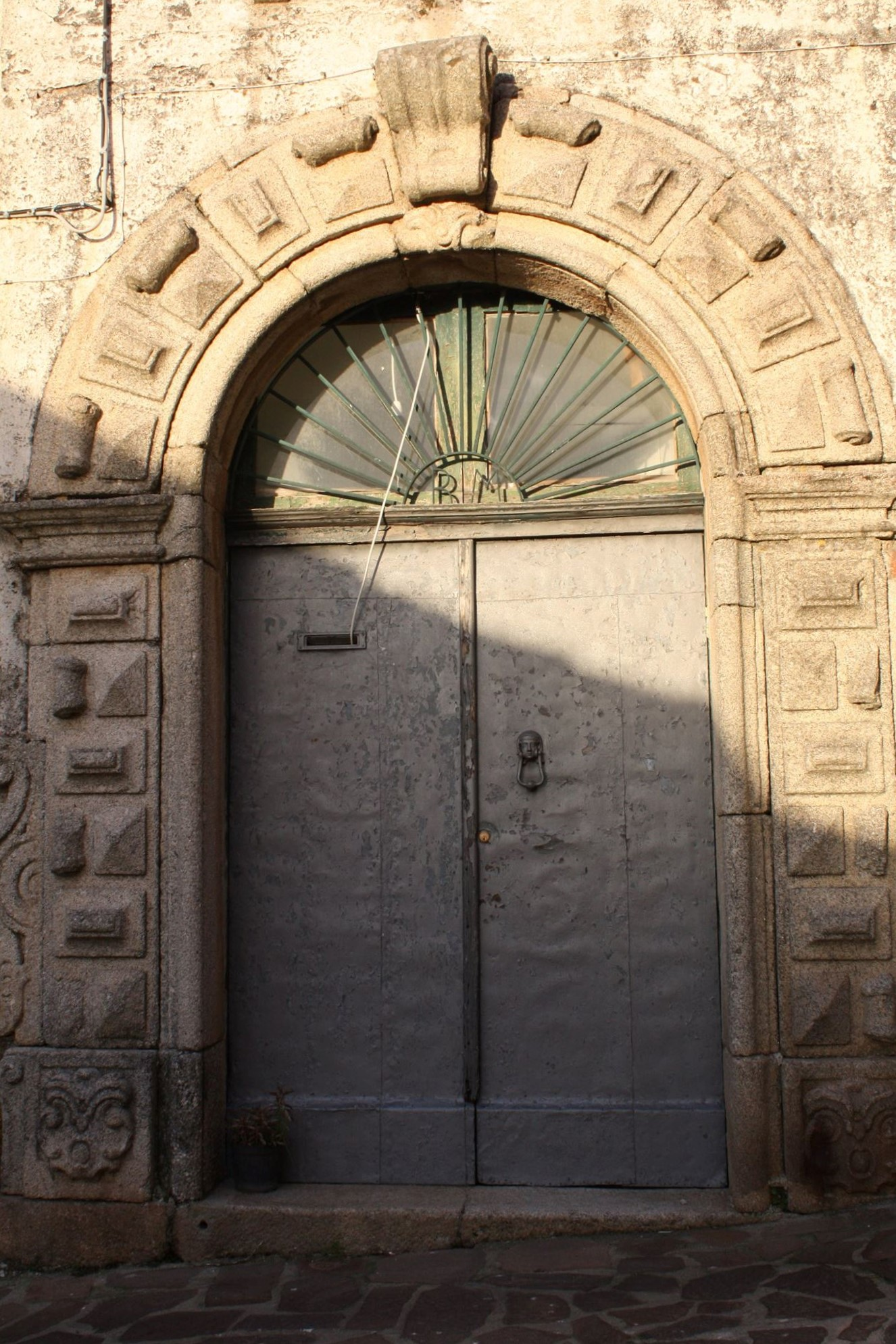
Portale di Palazzo Riolo
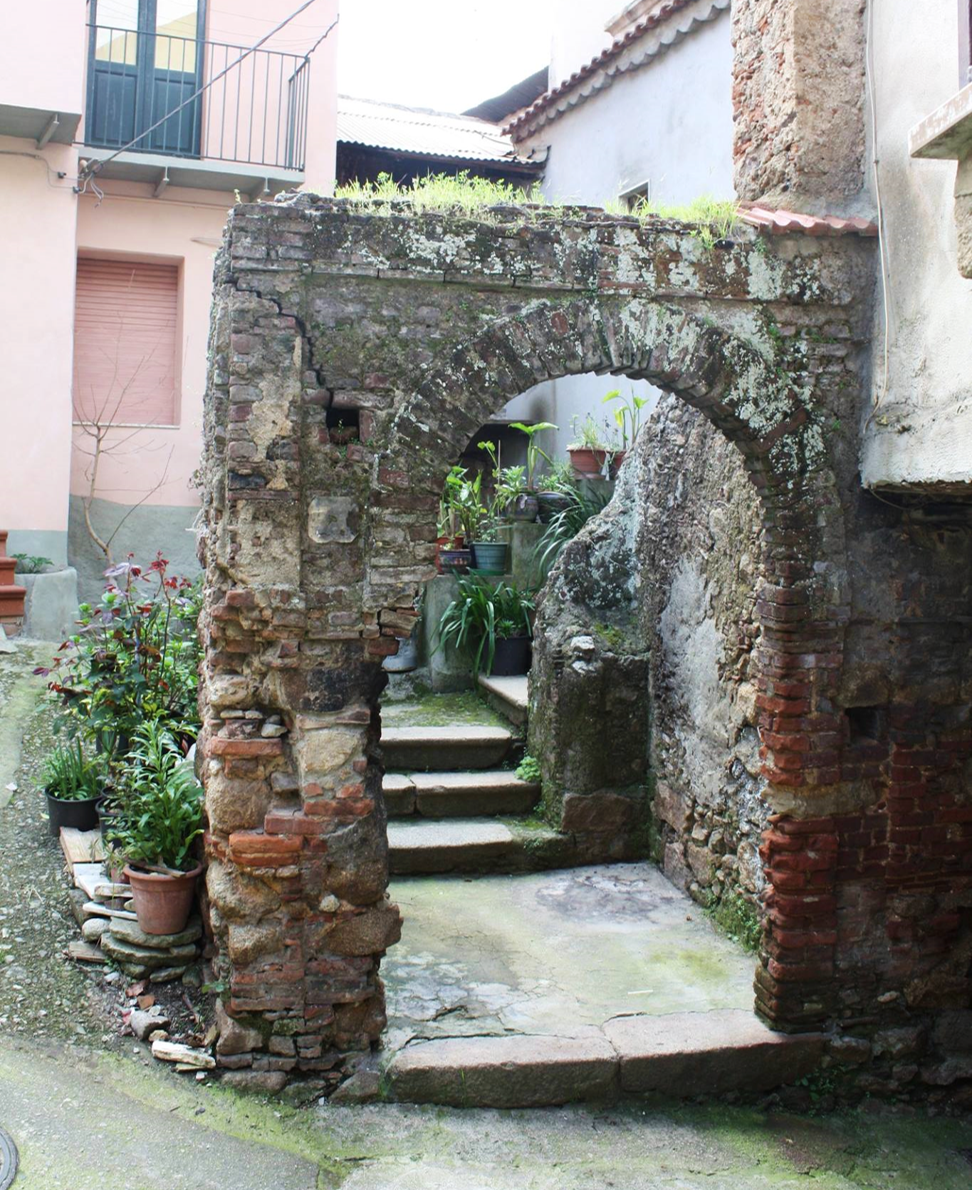
Arco antico nei pressi del "Passetto"
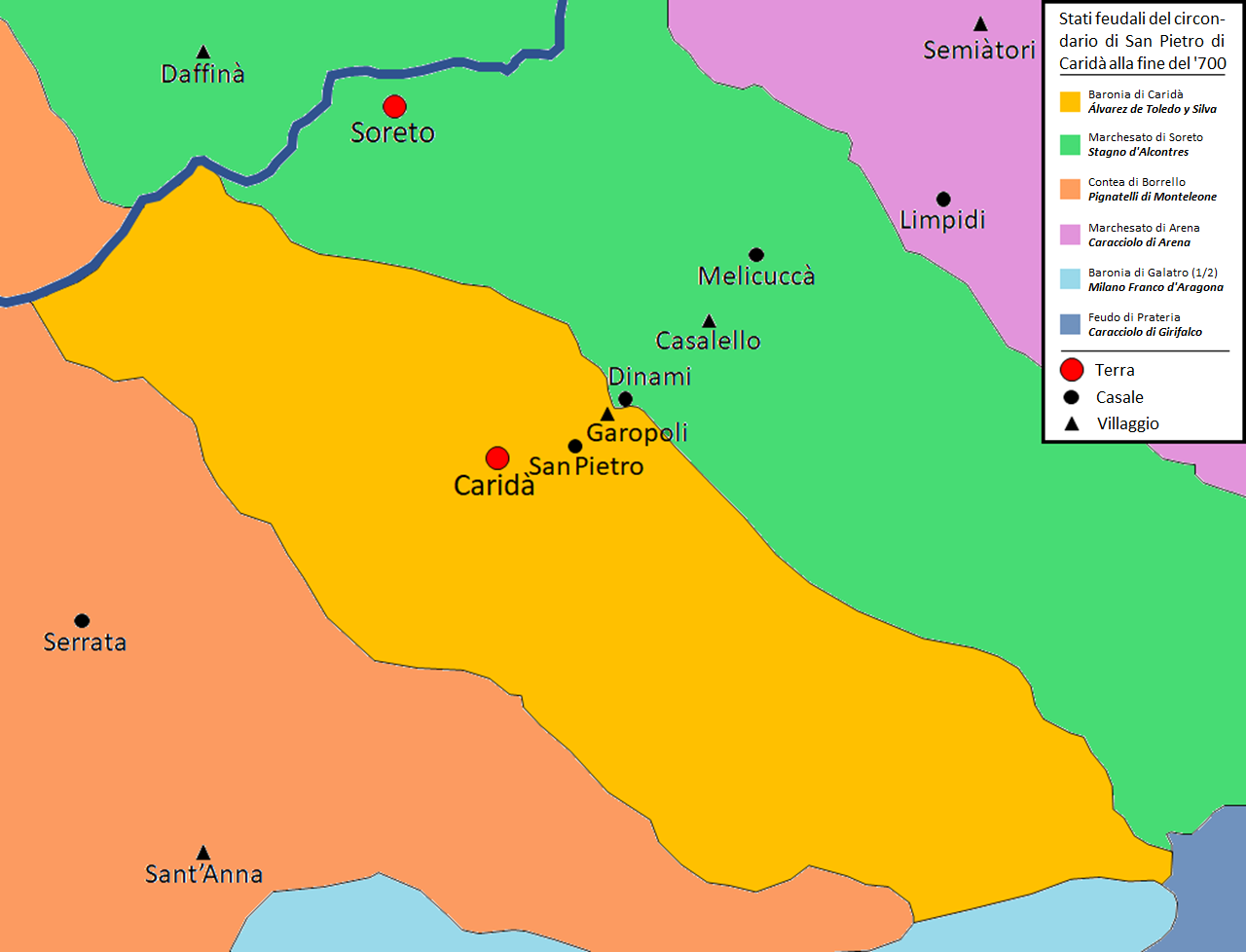
Stati feudali del circondario alla fine del '700
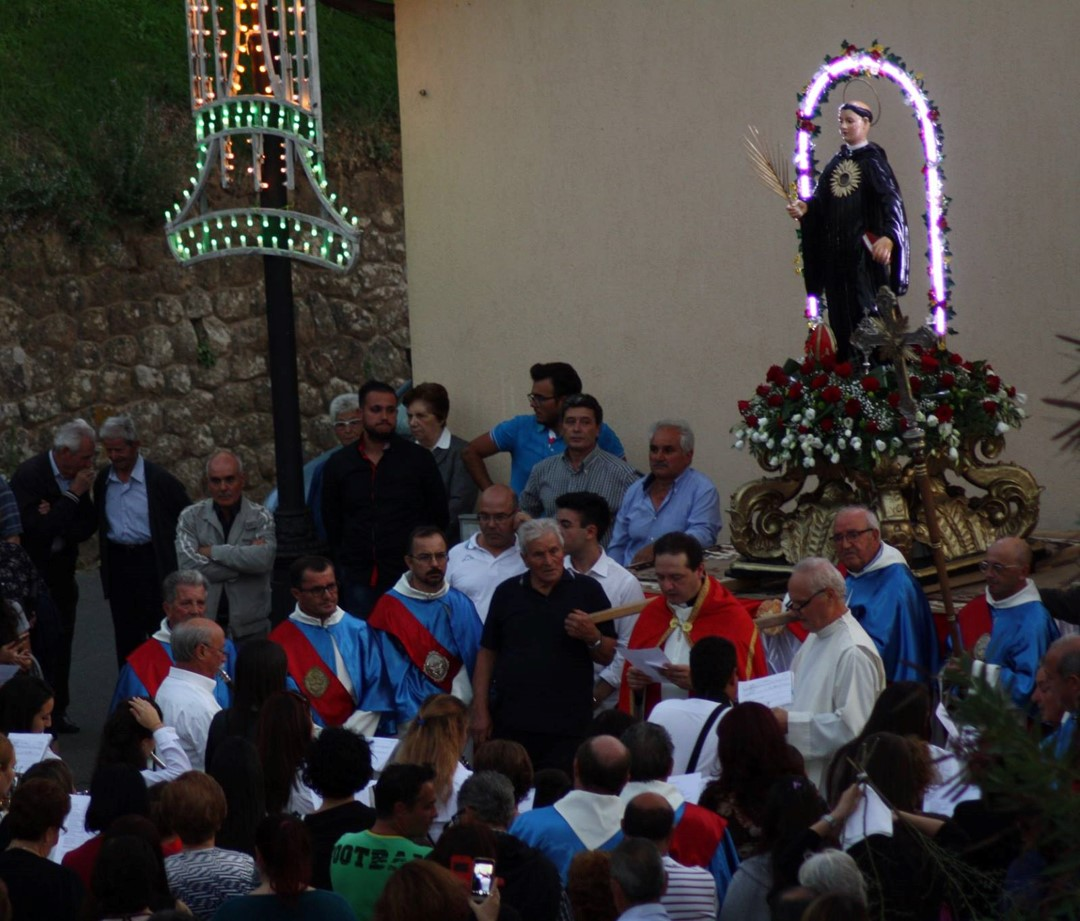
Processione del patrono San Placido nel 2017
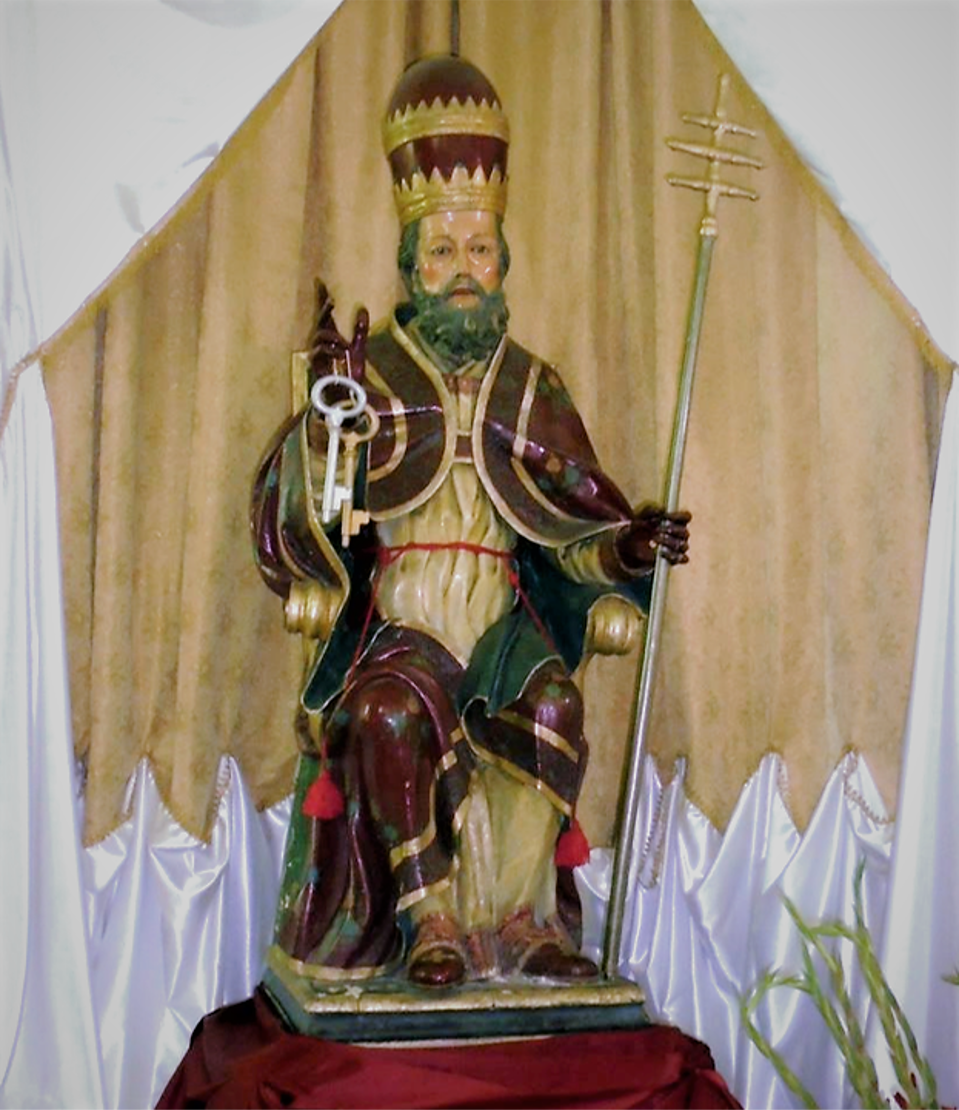
Statua lignea di San Pietro Apostolo nella chiesa del paese
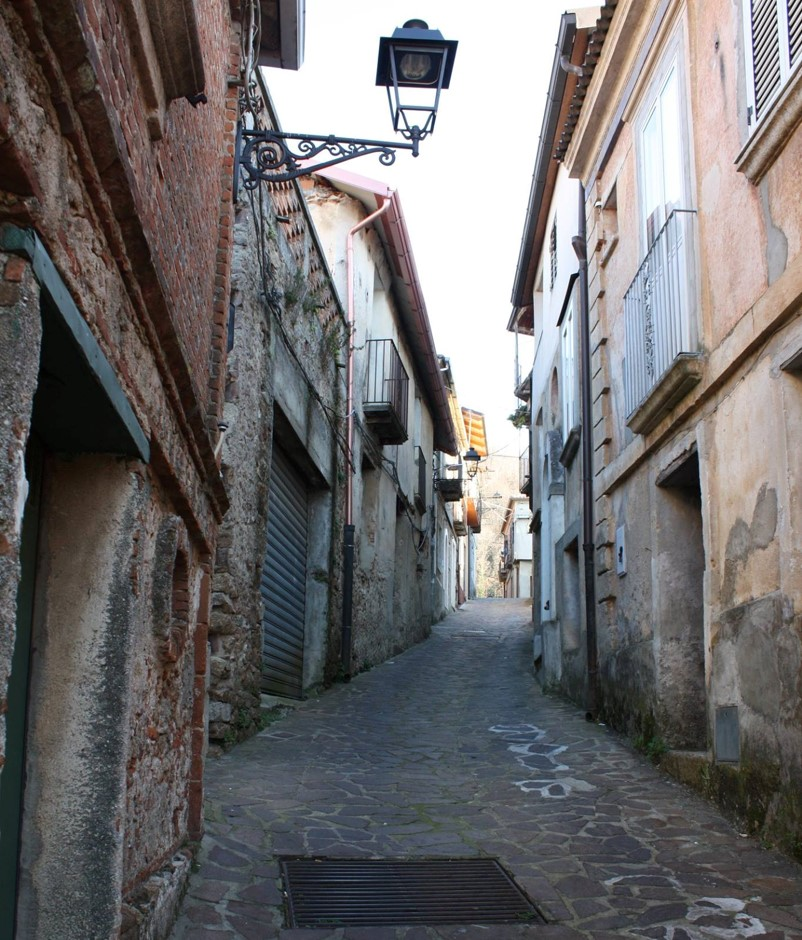
Via Umberto I
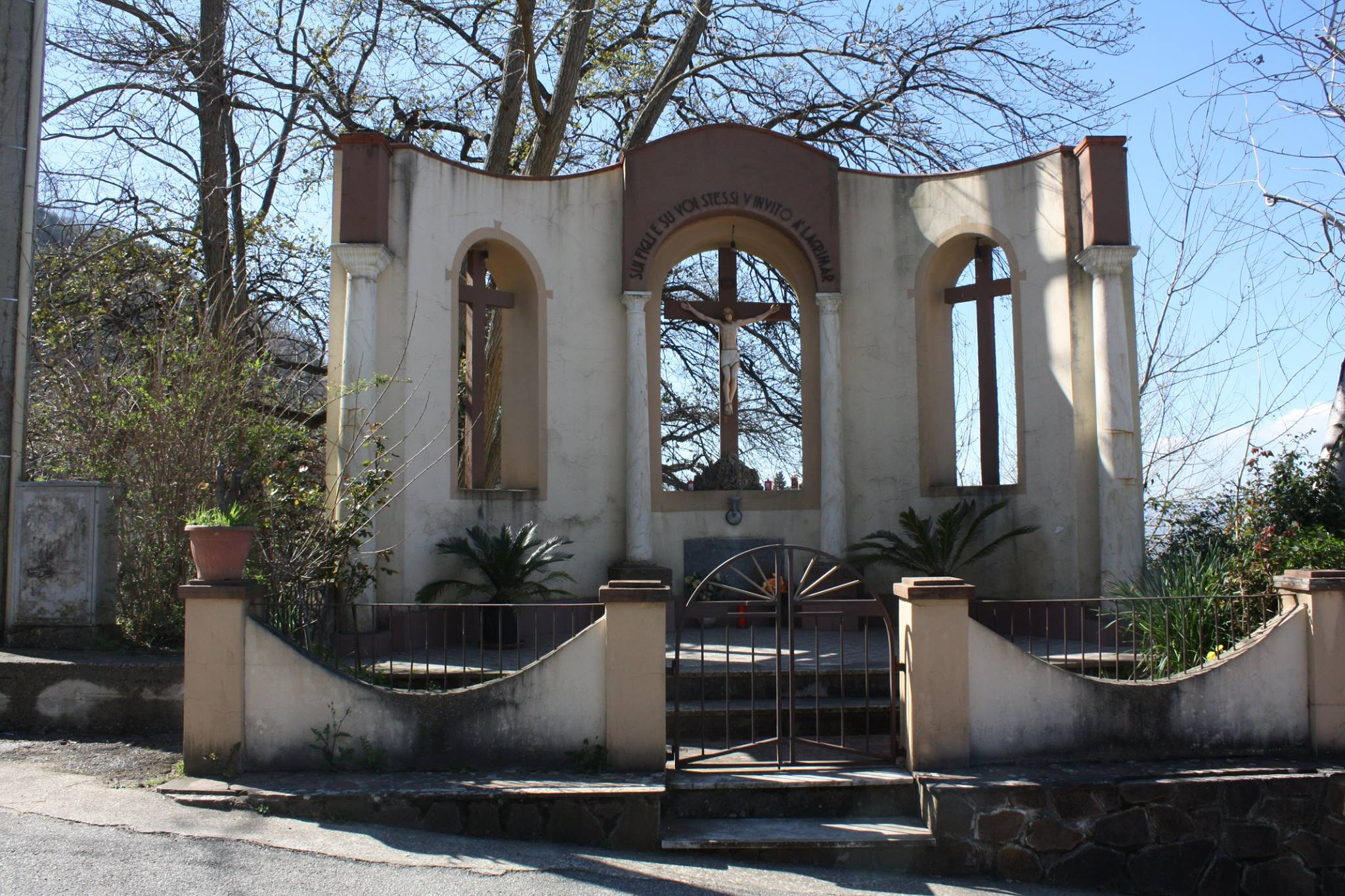
Il Calvario